# 水田ケンジ
水田 ケンジ（みずた けんじ）は、日本の漫画家、イラストレーター、作曲家。２００９年まではすいでんげつ、水田ムーン(みずたムーン)の名義で活動していた。

## 来歴
芝浦工業大学柏高校出身。大学在学中、『CG倶楽部』(BNN)にて読み切り『目が覚めた時、見える未来』が掲載され商業誌デビュー。

## 主な作品リスト

### 連載作品
- 2×彼女(ニバイカノジョ)（『COMICバズーカヴィーナス』2005年34,35号『COMIC桃姫』2005年12月号-2007年11月号、辰巳出版／全1巻）
- STEINS;GATE 亡環のリベリオン（『月刊コミックブレイド』2010年2月号-2011年9月号、マッグガーデン、原作：5pb.、ニトロプラス／全3巻）
- AKIBA'S TRIP（『電撃マオウ』2012年6月号-2013年12月号、アスキー・メディアワークス、原作：アクワイア／全3巻）
- 神撃のバハムート マナリアフレンズ（『サイコミ』2016年5月-2017年12月、配信・原作：Cygames／全2巻）
- デスボール（『コミックファイア』2018年11月-2022年3月、配信・原案：ホビージャパン)
- ギャルとダンジョンと周回遅れの探索英雄譚（『コミックファイア』2025年6月-連載中、配信・原案：ホビージャパン)

### ゲーム
- SIMPLE DSシリーズ #46『THE 秘境探検隊』(ディースリー・パブリッシャー) 全ＵＭＡデザイン＆イラスト、全人物イラスト
- 『ゲームブックDS ソード・ワールド2.0』 (ブロッコリー) 全クリーチャーデザイン

### 作編曲
- 擬態催眠(BLACK RAINBOW)

## 出演番組
デジ絵の文法(フジテレビONE) #11 すいでんげつ～絵画的デジタル画法～